# 예멜리얀 푸가초프

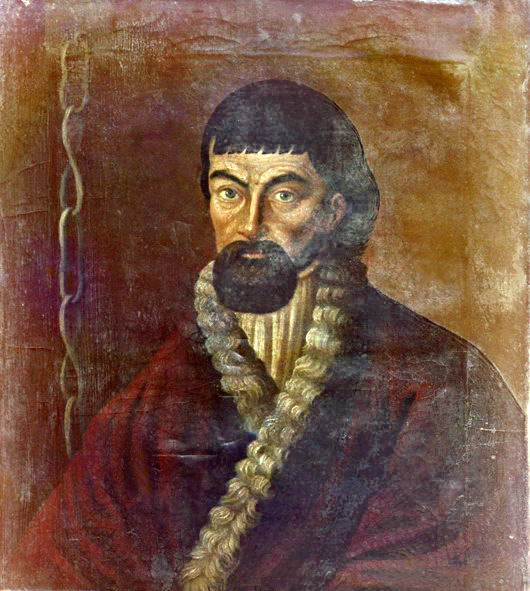

예멜리얀 이바노비치 푸가초프(러시아어: Емелья́н Ива́нович Пугачёв, 문화어: 에멜리얀 뿌가쵸브, 1742년경-1775년 1월 21일[구력 1월 10일])는 우랄 카자크의 아타만으로, 표트르 3세를 자칭하며 예카테리나 2세의 치세에 거대한 민중봉기인 푸가초프의 난을 지도했다.

## 같이 보기
- 가짜 드미트리 1세
- 가짜 드미트리 2세